# Dominik Graňák
Dominik Graňák (* 11. Juni 1983 in Havířov, Tschechoslowakei) ist ein slowakischer Eishockeyspieler, der seit Mai 2017 beim Mountfield HK aus der tschechischen Extraliga unter Vertrag steht.

## Karriere
Dominik Graňák begann seine Karriere als Eishockeyspieler in der Jugend von HC Dukla Trenčín, in der er bis 2001 aktiv war. Anschließend wechselte er in die Nachwuchsabteilung des tschechischen Erstligisten HC Sparta Prag, für dessen Profimannschaft er in der Saison 2002/03 sein Debüt in der tschechischen Extraliga gab. In seinem Rookiejahr gab der Verteidiger in insgesamt 54 Spielen zwei Vorlagen und wurde auf Anhieb mit Slavia Tschechischer Meister. In den Jahren 2004 und 2006 erreichte der Linksschütze erneut das Finale der Extraliga mit Slavia, musste sich jedoch den Gegnern HC Hamé Zlín und HC Sparta Prag jeweils geschlagen geben. Im Sommer 2008 wurde der Slowake von Färjestad BK verpflichtet, für das er die folgenden beiden Jahre in der Elitserien auf dem Eis stand und mit dem er in der Saison 2008/09 Schwedischer Meister wurde. Anschließend erhielt Graňák einen Vertrag bei deren Ligarivalen Rögle BK.
Zwischen Mai 2010 und dem Saisonende 2013/14 stand Graňák beim HK Dynamo Moskau aus der Kontinentalen Hockey-Liga unter Vertrag und gewann mit diesem 2012 und 2013 den Gagarin-Pokal und damit die russische Meisterschaft.
Ab November 2014 spielte Graňák für den Linköpings HC, ehe er im Januar 2015 von Fribourg-Gottéron aus der Schweizer National League A unter Vertrag genommen wurde. Für Gottéron kam er in 19 Partien zum Einsatz, in denen er 6 Scorerpunkte sammelte. Anschließend kehrte er nach Schweden zurück und wurde im Juni 2015 erneut vom Rögle BK verpflichtet.
Seit Mai 2017 spielt Graňák beim Mountfield HK aus der tschechischen Extraliga.

### International
Für die Slowakei nahm Graňák im Juniorenbereich an der U18-Junioren-Weltmeisterschaft 2001 sowie der U20-Junioren-Weltmeisterschaft 2003 teil. Im Seniorenbereich stand er im Aufgebot der Slowakei bei den Weltmeisterschaften 2004, 2005, 2006, 2007, 2008, 2009, 2010, 2011, 2012, als er mit der Slowakei Vizeweltmeister wurde, 2015 und 2016.

## Erfolge und Auszeichnungen
- 2003 Tschechischer Meister mit dem HC Slavia Prag
- 2004 Tschechischer Vizemeister mit dem HC Slavia Prag
- 2006 Tschechischer Vizemeister mit dem HC Slavia Prag
- 2009 Schwedischer Meister mit Färjestad BK
- 2012 Gagarin-Pokal-Gewinn mit dem OHK Dynamo
- 2013 KHL-Verteidiger des Monats März
- 2013 Gagarin-Pokal-Gewinn mit dem HK Dynamo Moskau
- 2013 KHL-Verteidiger des Monats Dezember

### International
- 2012 Silbermedaille bei der Weltmeisterschaft

## Statistik
(Stand: Ende der Saison 2013/14)